# Perdasdefogu
Perdasdefogu là một đô thị tại tỉnh Ogliastra trong vùng Sardinia, có vị trí khoảng 60 km về phía đông bắc của Cagliari và khoảng 35 km về phía tây nam của Tortolì. Tại thời điểm ngày 31 tháng 12 năm 2004, đô thị này có dân số 2.291 người và diện tích là 77,7 km².
Perdasdefogu giáp các đô thị: Escalaplano, Jerzu, Ulassai, Tertenia.